# ويلتون دانييل غريغوري
ويلتون دانييل غريغوري (بالإنجليزية: Wilton Daniel Gregory)‏ هو كاهن كاثوليكي وأسقف أمريكي، ولد في 7 ديسمبر 1947 في شيكاغو في الولايات المتحدة.

## وصلات خارجية
- ويلتون دانييل غريغوري على موقع الموسوعة البريطانية (الإنجليزية)
- ويلتون دانييل غريغوري على موقع مونزينجر (الألمانية)
- ويلتون دانييل غريغوري على موقع إن إن دي بي (الإنجليزية)